# 케이트 포드
케이트 포드(Kate Ford, 1976년 12월 29일 ~ )는 잉글랜드의 배우이다.